# Li Tchoan King
Li Tchoan King (dit Li-Tchoan King), né le 6 mai 1904 en Chine et décédé le 19 août 1971 à Toulon (enterré au cimetière Lagoubran), était un joueur de dames franco-chinois.
Il arriva en France à Lyon en 1925, envoyé par son père professeur à l'université de Tien-Tsin afin d'y suivre des études de médecine. Son maître devint alors Marcel Bonnard, après sa découverte du jeu dans le journal Lyon Républicain.
En 1939, il déménagea pour Ambert où le docteur Alfred Molimard (vice-champion du monde en 1928 à Amsterdam, du "Damier Lyonnais") devint son nouvel enseignant jusqu'en janvier 1943, date de son brutal décès.
En 1947 il résida à Paris, ville dont il fut ensuite le champion à plusieurs reprises.
Il fit une attaque cardiaque fatale durant le déroulement d'un championnat national organisé à Toulon.

## Palmarès
- Grand maître international
- Double champion de France de dames : 1953 (à Paris) et 1954 (à Lyon)
- Participation au championnat du monde en 1931 (4e ex-æquo avec Maurice Raichenbach), 1952 (10e), et 1956 (10e)
- Plusieurs fois champion de Paris